# Cencenighe Agordino
Cencenighe Agordino là một đô thị ở tỉnh Belluno trong vùng Veneto, có vị trí cách khoảng 110 km về phía bắc của Venice và khoảng 30 km về phía tây bắc của Belluno. Tại thời điểm ngày 31 tháng 12 năm 2004, đô thị này có dân số 1.470 và diện tích 18,0 km².
Đô thị Cencenighe Agordino có các frazioni (các đơn vị trực thuộc, chủ yếu là thôn làng) Morbiach, Ghirlo, Col da Campo, Vare Basse, Vare Alte, Faé, Pradimezzo, Roa, Avoscan, Palù, Martin, Bogo, Cavarzan, Foch, Chenet, Bastiani, Lorenzon, Collaz, Coi, and Balestier.
Cencenighe Agordino giáp các đô thị: Canale d'Agordo, San Tomaso Agordino, Taibon Agordino, Vallada Agordina.